# Komodita
Komodita je zboží, které je na trhu obchodováno bez rozdílů v kvalitě. Dodávky od různých dodavatelů jsou vzájemně zastupitelné. Komoditou tak nemohou být například osobní auta, která se vyrábějí v mnoha různých zpracování a za různou cenu. Naopak například měď je homogenní produkt, který se může obchodovat za jednotnou cenu na globálních trzích.
V původním a zjednodušeném smyslu jsou komodity produkty jednotné hodnoty a kvality vyráběné ve velkém množství mnoha různými výrobci.
Aby bylo možné s komoditami obchodovat, jsou na každém trhu (komoditní burze) určeny vlastnosti a obchodovatelné množství komodity.
O komoditách hovoříme zejména u obchodu s různými surovinami a zemědělskými produkty, který je obvykle prováděn ve velkém měřítku (velkoobchod), u obchodu s hotovými výrobky prováděném v malém měřítku (maloobchod) často hovoříme také o sortimentu.

## Komodity obchodované na světových trzích
V následující tabulce je uveden seznam světově obchodovaných komodit:
| Skupina komodit     | Komodita                   | Značka     | Obchodní jednotka          | Hlavní burza                |
| ------------------- | -------------------------- | ---------- | -------------------------- | --------------------------- |
| Energie             | Ropa západotexaská         | CL         | 1000 bbl (42,000 U.S. gal) | NYMEX                       |
| Energie             | Ropa Brent                 | IB         | 1000 bbl (42,000 U.S. gal) | ICE                         |
| Energie             | Ethanol                    | AC nebo ZE |                            | CBOT                        |
| Energie             | Zemní plyn                 | NG         | 10,000 mmBTU               | NYMEX                       |
| Energie             | Topný olej (Heating Oil)   | HO         | 42,000 U.S. gal            | NYMEX                       |
| Energie             | Gulf Coast Gasoline        | LR         |                            | NYMEX                       |
| Energie             | RBOB Gasoline              | RB         | 42,000 U.S. gal            | NYMEX                       |
| Energie             | Propan                     | PN         |                            | PN                          |
| Energie             | Uran                       | UX         |                            | NYMEX                       |
| Kovy                | Měď                        |            |                            | CMX, LME                    |
| Kovy                | Zlato (eCBOT)              |            |                            | LME                         |
| Kovy                | Stříbro (eCBOT)            |            |                            | LME                         |
| Kovy                | Platina                    |            |                            | NYMEX                       |
| Kovy                | Palladium                  |            |                            | NYMEX                       |
| Zemědělské produkty | Kukuřice                   | C          | 5000 bu                    | CBOT                        |
| Zemědělské produkty | Oves                       | O          | 5000 bu                    | CBOT                        |
| Zemědělské produkty | Hrubozrnná rýže            | RR         | 2000 cwt                   | CBOT                        |
| Zemědělské produkty | Sójové boby                | S          | 5000 bu                    | CBOT                        |
| Zemědělské produkty | Sójové maso                | SM         | 100 short tons             | CBOT                        |
| Zemědělské produkty | Sójový olej                | BO         | 60,000 lb                  | CBOT                        |
| Zemědělské produkty | Pšenice                    | W          | 5000 bu                    | CBOT                        |
| Zemědělské produkty | Kakao                      | CC         | 10 tons                    | NYBOT                       |
| Zemědělské produkty | Káva C                     | KC         | 37,500 lb                  | NYBOT                       |
| Zemědělské produkty | Bavlna č.2                 | CT         | 50,000 lb                  | NYBOT                       |
| Zemědělské produkty | Cukr č.11 [ujasnit]        | SB         | 112,000 lb                 | NYBOT                       |
| Zemědělské produkty | Cukr č.14 [ujasnit]        | SE         | 112,000 lb                 | NYBOT                       |
| Maso a dobytek      | Vepřové maso (lean hogs)   | LH         | 40,000 lb (20 tun)         | Chicago Mercantile Exchange |
| Maso a dobytek      | Vepřové půlky mražené      | PB         | 40,000 lb (20 tun)         | Chicago Mercantile Exchange |
| Maso a dobytek      | Živý dobytek (Live Cattle) | LC         | 40,000 lb (20 tun)         | Chicago Mercantile Exchange |
| Maso a dobytek      | Telata (Feeder Cattle)     | FC         | 50,000 lb(25 tun)          | Chicago Mercantile Exchange |